# Missègre
Missègre  (Missegre  en occitan) est une commune française rurale, située dans le centre du département de l'Aude en région Occitanie, au sein du massif des Corbières.
Sur le plan historique et culturel, la commune fait partie du massif des Corbières, un chaos calcaire formant la transition entre le Massif central et les Pyrénées. Exposée à un climat océanique altéré, elle est drainée par le ruisseau de Guinet et par divers autres petits cours d'eau. La commune possède un patrimoine naturel remarquable : un site Natura 2000 (les « hautes Corbières ») et une zone naturelle d'intérêt écologique, faunistique et floristique. 

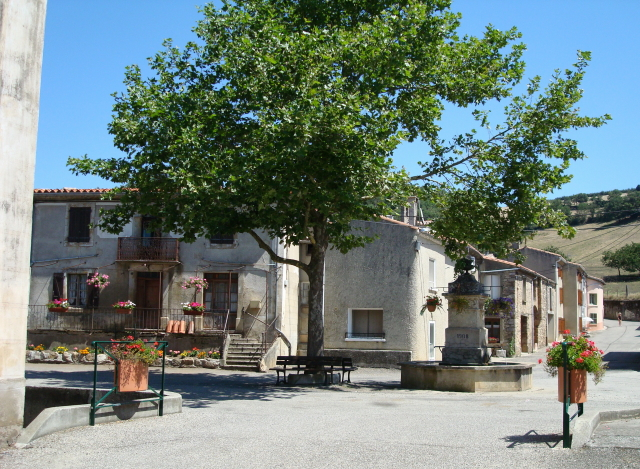
La place et la fontaine de Missègre.

Missègre est une commune rurale qui compte 64 habitants en 2022, après avoir connu un pic de population de 359 habitants en 1851. Ses habitants sont appelés les Missegrais ou  Missegraises.

## Géographie

### Localisation
La commune de Missègre est située dans la partie occidentale du massif des Corbières, au centre du département de l'Aude. Par la route, Missègre se trouve à 20 km au sud-est de Limoux, chef-lieu d'arrondissement et à 34 km au sud de Carcassonne, chef-lieu du département.
C'est avec 728 hectares une commune peu étendue. De forme à peu près carrée à l'exception de sa limite nord-est en diagonale, ses mesures maximales sont de 3,2 km d'est en ouest, et de 3 km du nord au sud.
Le territoire de la commune a un relief moyennement montagneux drainé par une vallée principale que rejoignent une dizaine de vallons secondaires. Les reliefs ne sont cependant pas ou peu escarpés, hormis dans la partie la plus basse de la vallée principale, plus profondément creusée ; c'est à cet endroit que se situe l'altitude minimale de la commune, aux alentours de 520 m. Le point le plus haut est au sommet de Montcournié (Montcornièr en occitan) ou, sous son nom plus courant, du Castelhàs, qui culmine à 832 m.

### Communes limitrophes
Les communes limitrophes sont  Belcastel-et-Buc, Terroles, Valmigère et Villardebelle.
| Saint-Polycarpe (par un quadripoint) | Belcastel-et-Buc |               |
| Terroles                             | Missègre         | Villardebelle |
|                                      | Valmigère        |               |

#### Description
Du fait de terrains en fond de vallée majoritairement calcaires dans lesquels s'est développé un réseau de cavités, d'un bassin versant peu étendu (l'essentiel est constitué par les territoires de Valmigère et de Missègre) et du captage de la plupart des sources pour l'approvisionnement en eau potable, la commune n'a de cours d'eau permanent que dans les limites du village. Connu sous le nom de ruisseau de Guinet, son débit est faible à très faible, et il ne grossit que lors d'orages. Sur une partie de son parcours, il n'occupe plus les points les plus bas de la vallée car il a été canalisé sous la forme d'un fossé accolé la route départementale 54, d'abord sur la rive gauche, puis sur la rive droite. La qualité de ses eaux est qualifiée de moyenne, sur la base de la mesure des matières organiques et oxydables et des matières phosphorées.
Signalons encore qu'une centaine de mètres en amont du village, en bordure de la RD 54, deux réservoirs d'eau, l'un public et l'autre privé, ont été creusés dans des terrains marécageux. Bien que d'une surface très limitée, ils sont connus comme le Lac.

#### Risques d'inondation
Même s'il est réduit, le risque d'inondation n'est pas nul, en particulier dans la partie aval du village. De violents orages, comme en 1940, ont pu provoquer, en association avec des obstacles dus à l'activité humaine (rétrécissement des écoulements, clôtures...) une montée des eaux en fond de vallée et l'inondation d'habitations. Ce risque n'est pas retenu par la DREAL du Languedoc-Roussillon.

### Géologie

#### Description des terrains
Le territoire de la commune de Missègre se situe entièrement dans l'unité dite autochtone relatif du massif paléozoïque de Mouthoumet, uniquement composée de roches sédimentaires. Les terrains, très fracturés mais peu métamorphisés, s'étagent du Dévonien inférieur (vers 410 millions d'années) au début du Carbonifère supérieur (Namurien, vers 320 millions d'années). Ces formations ont été soulevées à l'Éocène lors de l'orogenèse pyrénéenne.
Le Dévonien inférieur est représenté par des dolomies grises ; le Dévonien moyen par des calcaires gris plus ou moins argileux à chailles surmontés par des calcaires gris à taches roses ; le Dévonien supérieur est composé de calcaires micritiques et de calcaires à griottes ; le Carbonifère inférieur de lydiennes noires à nodules phosphatés et de calcaires gris et le début du Carbonifère supérieur par un flysch pélitico-gréseux avec décharge de conglomérats polygéniques et de blocs resédimentés (éléments essentiellement calcaires).

#### Hydrogéologie
Les terrains carbonifères contiennent de petits aquifères d'imprégnation dans leur partie supérieure : ils alimentent des sources au débit faible (pas plus de 5 m3/h). Plusieurs de ces sources sont captées pour l'alimentation en eau potable du village, qui s'est d'ailleurs développé autour de l'une d'elles, la Font Vieille.
Les calcaires du Dévonien, soumis à une importante dissolution, constituent des réservoirs notables. Il a été démontré que les pertes du ruisseau de Guinet sur la commune de Missègre sont à mettre en relation avec les résurgences du Théron à Alet-les-Bains,. Des avens, tels que celui visible à l'entrée nord du village, ou ceux de la Galine et de l'Estable, situés en bordure sud-est de la commune, sur le territoire de Valmigère, témoignent de ces phénomènes karstiques.

#### Ressources minérales
Quelques gisements ont fait l'objet d'exploitation épisodique sur le territoire de la commune, en particulier celui de la Ménière (en occitan Menièra, de mena, mine) où deux entrées de galerie, dont une ennoyée, sont liées à l'extraction de cuivre,. Une demande de concession fut déposée le 19 décembre 1858 par Jean-Géraud Baville ; il y était précisé que les filons de cuivre de la Ménière avaient déjà fait l'objet d'une exploitation à une époque plus ancienne mais indéterminée, peut-être par les moines bénédictins de Saint-Polycarpe,. Une autre concession, dans la vallée de la Pouzanque (Posanca en occitan), à cheval sur les communes de Missègre et Villardebelle, fut octroyée au maréchal Clauzel pour l'exploitation de manganèse en juin 1839.

#### Risques géologiques
La nature karstique des terrains sous-jacents a provoqué de fréquents effondrements, en particulier en aval du village, qui ont conduit à cimenter une grande partie du lit du cours d'eau principal, le ruisseau de Guinet, pour éviter les infiltrations. Le BRGM signale ce risque d'affaissement, tandis que le décret 2010-1255 du 22 octobre 2010 classe la commune en zone de sismicité faible.

### Voies de communication et transports

#### Voies routières
La commune de Missègre est traversée par une seule route départementale, la RD 54, de direction nord-sud, reliant Saint-Hilaire à Arques. En l'empruntant vers le nord, on parvient, via la RD 129, à Limoux. Construite dans sa section vers Arques en 1858, prolongée vers la D 129 aux alentours de 1865, elle a remplacé un ancien tracé aujourd'hui partiellement impraticable, connu sous le nom de chemin de Limoux.
L'autoroute la plus proche est l'A61, section orientale de l'autoroute des Deux Mers (sortie 23, Carcassonne-Z. I.).

#### Transports ferroviaires
La gare la plus proche est celle de Limoux, sur la ligne voyageurs Carcassonne-Quillan, desservie par les TER Occitanie. La gare de Carcassonne est reliée par trains Intercités aux principales agglomérations du sud de la France, de Bordeaux à Marseille, et à Paris ; des TGV assurent aussi des liaisons avec Toulouse, Montpellier, Lyon, Barcelone.

#### Transports aériens
L'aéroport de Carcassonne Salvaza, utilisé pour le trafic voyageurs par la compagnie Ryanair, a des liaisons avec plusieurs villes du Royaume-Uni et d'Irlande, ainsi que Bruxelles et quelques autres cités européennes, mais aucune vers un autre aéroport de France métropolitaine. Celui de Toulouse-Blagnac est desservi par de nombreuses compagnies internationales et a un service de navettes avec l'aéroport de Paris-Orly opéré par Air France.

#### Transports en commun
La commune de Missègre n'est desservie par aucun réseau de transport en commun. Un ramassage scolaire est néanmoins assuré.

### Hydrographie
La commune est dans la région hydrographique « Côtiers méditerranéens », au sein du bassin hydrographique Rhône-Méditerranée-Corse. Elle est drainée par le ruisseau de Guinet, le ruisseau de Bourrel, le ruisseau de Lairel, le ruisseau de la Pouzanque et le ruisseau de Las Bourgados, qui constituent un réseau hydrographique de 9 km de longueur totale,.
Le ruisseau de Guinet, d'une longueur totale de 11,8 km, prend sa source dans la commune et s'écoule vers l'ouest puis se réoriente au nord. Il traverse la commune et se jette dans le Lauquet à Clermont-sur-Lauquet, après avoir traversé 7 communes.

### Climat
Pour des articles plus généraux, voir Climat de l'Occitanie et Climat de l'Aude.
En 2010, le climat de la commune est de type climat océanique altéré, selon une étude s'appuyant sur une série de données couvrant la période 1971-2000. En 2020, Météo-France publie une typologie des climats de la France métropolitaine dans laquelle la commune est dans une zone de transition entre le climat océanique altéré et le climat de montagne ou de marges de montagne et est dans la région climatique Pyrénées orientales, caractérisée par une faible pluviométrie, un très bon ensoleillement (2 600 h/an), un air sec, particulièrement en hiver et peu de brouillards.
Pour la période 1971-2000, la température annuelle moyenne est de 11,5 °C, avec une amplitude thermique annuelle de 14,9 °C. Le cumul annuel moyen de précipitations est de 1 001 mm, avec 10,2 jours de précipitations en janvier et 5,2 jours en juillet. Pour la période 1991-2020, la température moyenne annuelle observée sur la station météorologique la plus proche, située sur la commune de Mouthoumet à 13 km à vol d'oiseau, est de 12,5 °C et le cumul annuel moyen de précipitations est de 837,6 mm,. Pour l'avenir, les paramètres climatiques de la commune estimés pour 2050 selon différents scénarios d'émission de gaz à effet de serre sont consultables sur un site dédié publié par Météo-France en novembre 2022.

### Milieux naturels et biodiversité

#### Réseau Natura 2000

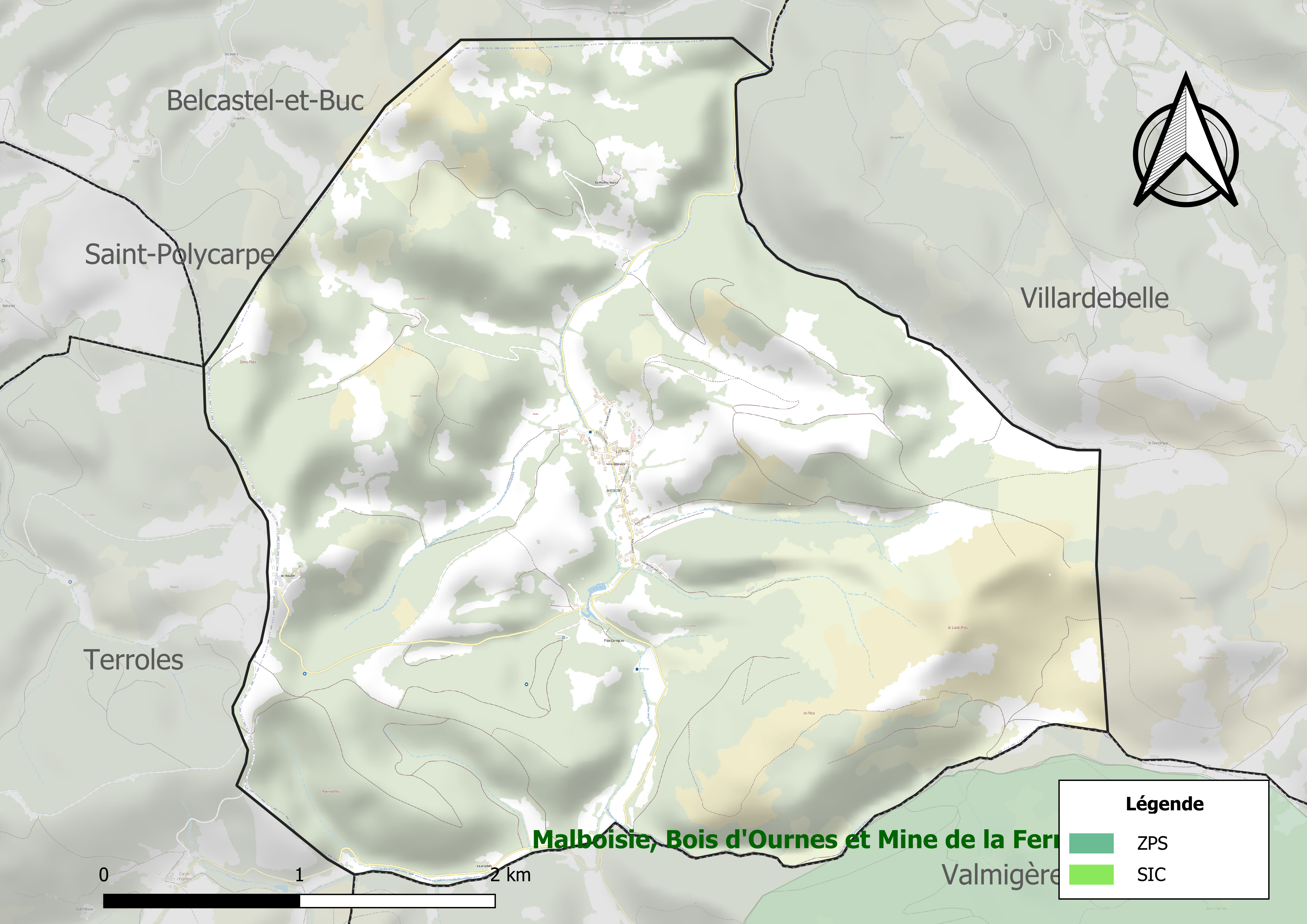
Sites Natura 2000 sur le territoire communal.

Le réseau Natura 2000 est un réseau écologique européen de sites naturels d'intérêt écologique élaboré à partir des directives habitats et oiseaux, constitué de zones spéciales de conservation (ZSC) et de zones de protection spéciale (ZPS).
Un site Natura 2000 a été défini sur la commune au titre  de la directive oiseaux : les « hautes Corbières », d'une superficie de 28 398 ha, accueillant une avifaune riche et diversifiée : rapaces tels que les Busards, l'Aigle Royal, le Circaète Jean-le-Blanc, qui trouvent sur place des conditions favorables à la nidification et à leur alimentation du fait de l'importance des milieux ouverts.

#### Zones naturelles d'intérêt écologique, faunistique et floristique

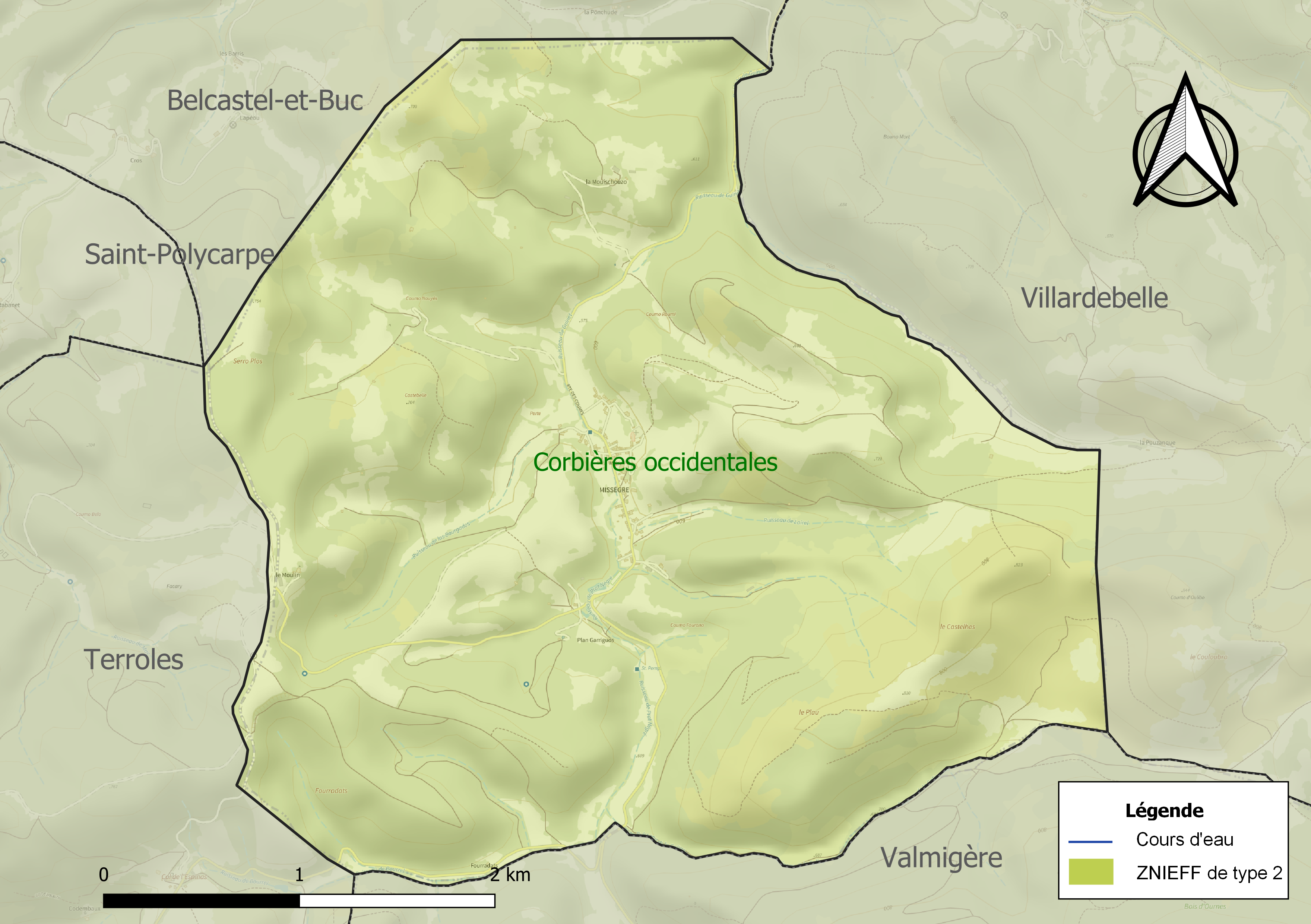
Carte de la ZNIEFF de type 2 localisée sur la commune.

L’inventaire des zones naturelles d'intérêt écologique, faunistique et floristique (ZNIEFF) a pour objectif de réaliser une couverture des zones les plus intéressantes sur le plan écologique, essentiellement dans la perspective d’améliorer la connaissance du patrimoine naturel national et de fournir aux différents décideurs un outil d’aide à la prise en compte de l’environnement dans l’aménagement du territoire.
Une ZNIEFF de type 2 est recensée sur la commune :
les « Corbières occidentales » (59 005 ha), couvrant 66 communes du département.

## Urbanisme

### Typologie
Au 1er janvier 2024, Missègre est catégorisée commune rurale à habitat très dispersé, selon la nouvelle grille communale de densité à 7 niveaux définie par l'Insee en 2022.
Elle est située hors unité urbaine et hors attraction des villes,.

### Risques majeurs
Le territoire de la commune de Missègre est vulnérable à différents aléas naturels : météorologiques (tempête, orage, neige, grand froid, canicule ou sécheresse), feux de forêts, mouvements de terrains et séisme (sismicité faible). Un site publié par le BRGM permet d'évaluer simplement et rapidement les risques d'un bien localisé soit par son adresse soit par le numéro de sa parcelle.

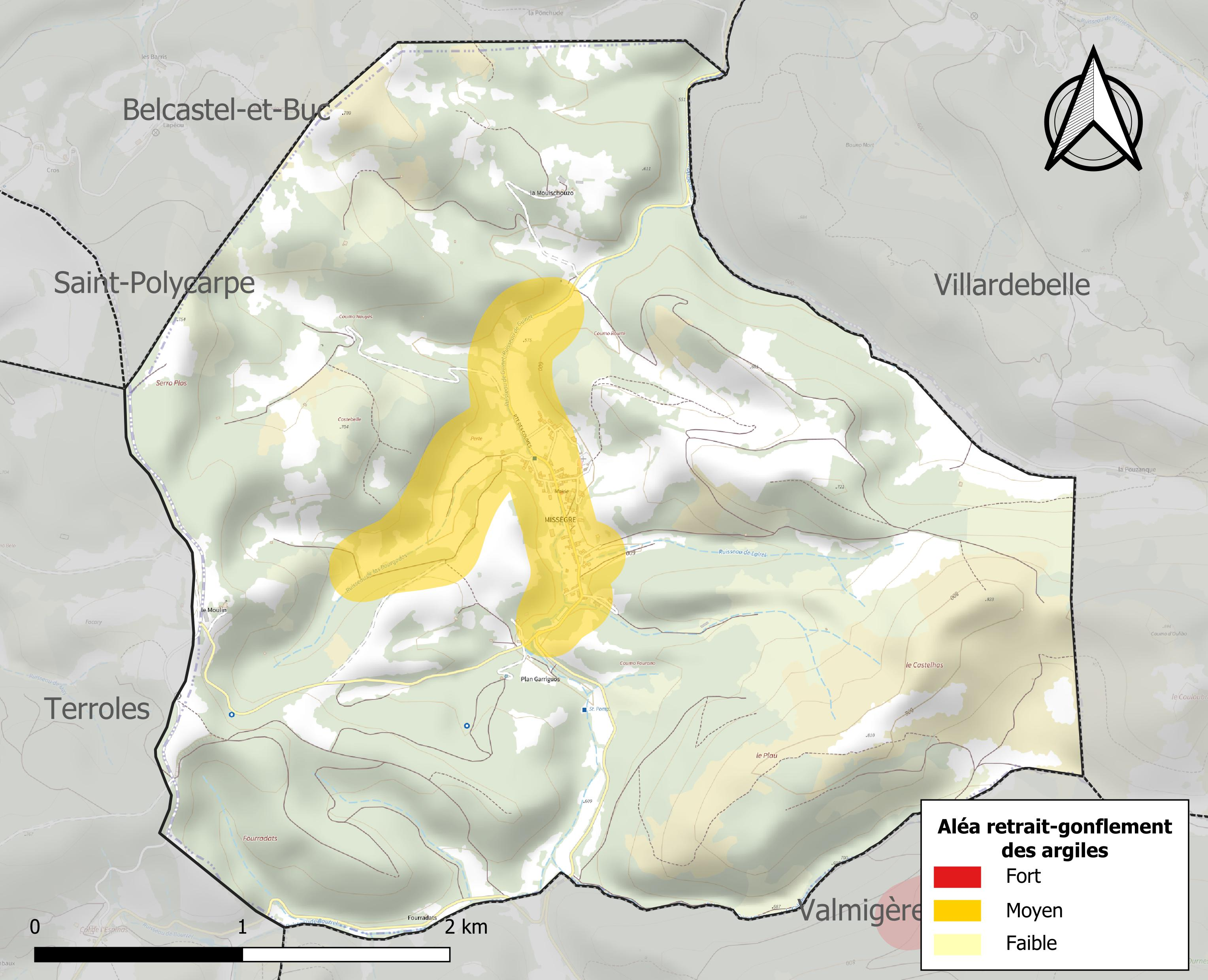
Carte des zones d'aléa retrait-gonflement des sols argileux de Missègre.

La commune est vulnérable au risque de mouvements de terrains constitué principalement du retrait-gonflement des sols argileux. Cet aléa est susceptible d'engendrer des dommages importants aux bâtiments en cas d’alternance de périodes de sécheresse et de pluie. 8,4 % de la superficie communale est en aléa moyen ou fort (75,2 % au niveau départemental et 48,5 % au niveau national). Sur les 75 bâtiments dénombrés sur la commune en 2019, 67 sont en aléa moyen ou fort, soit 89 %, à comparer aux 94 % au niveau départemental et 54 % au niveau national. Une cartographie de l'exposition du territoire national au retrait gonflement des sols argileux est disponible sur le site du BRGM,.

## Morphologie urbaine

### Occupation des sols
| Type d'occupation               | Pourcentage | Superficie (en hectares) |
| ------------------------------- | ----------- | ------------------------ |
| Espace urbanisé                 | 0 %         | 0                        |
| Espace agricole                 | 21,1 %      | 157                      |
| Forêts et milieux semi-naturels | 78,9 %      | 588                      |
| Zones humides                   | 0 %         | 0                        |
| Surfaces en eau                 | 0 %         | 0                        |

D'après les données publiées par la DREAL du Languedoc-Roussillon, les quatre cinquièmes du territoire communal sont composés de forêts ou de friches, l'espace agricole occupant le reste, avec des champs situés en fond de vallée. Dans le décompte de la DREAL, la zone bâtie de la commune n'a pas été signalée comme « territoires artificialisés » ; elle occupe une superficie réduite.

### Habitat isolé
En dehors du village éponyme, l'habitat de la commune de Missègre est limité à deux fermes (ou « campagnes ») : le Moulin (ancien moulin à vent) et la Mouischouzo.

## Toponymie
Il n'existe aucune certitude quant à l'origine du nom Missègre. Urbain Gibert signale que, sur la base des plus anciennes formes connues (Milsiricum en 881 et Melisiricum en 889), Albert Dauzat et Charles Camproux l'ont interprété comme dérivant du nom d'un propriétaire gallo-romain, Melisa ou Mellissos auquel aurait été accolé un suffixe en -icus, -icum ou -acum.
Xavier Delamarre suppose d'une façon assez similaire que ce nom, auquel il donne une origine celtique, signifie : domaine de Melisīrios.
On peut aussi noter que certains linguistes identifient la syllabe MAL comme une racine oronymique pré-indo-européenne attachée à l'idée de « rocher », « montagne », avec le sens général de « hauteur », « mont ». MEL serait une variante de MAL à l'origine du gaulois mello, « montagne », ainsi que MIL, cependant moins attesté. Lucien Ariès donne une série d'exemples en Lauragais qu'il pense dérivés de cette racine.

## Politique et administration

### Circonscriptions judiciaires, politiques et administratives

#### Histoire
Entrée depuis 1247 dans le domaine royal français avec le Razès, la communauté de Missègre suivit les évolutions de l'administration languedocienne. Le pouvoir des deux seigneurs, le baron d'Arques et l'abbé de Saint-Polycarpe, s'effaça progressivement devant la puissance monarchique. Comme ailleurs, la Révolution entraîna une réforme radicale des structures. Après l'Empire, la carte administrative et les ressorts judiciaires dans lesquels Missègre s'intégrait évoluèrent peu jusqu'au début des années 2000.

##### Circonscriptions judiciaires
Sur le plan judiciaire, Missègre dépendait initialement de la sénéchaussée de Carcassonne, créée dès la fin de la croisade contre les Albigeois, et plus particulièrement de la viguerie du Razès. Celle-ci fait partie de la sénéchaussée de Limoux lors de sa deuxième création, en 1642 ; elle fut par la suite supprimée et Missègre ressortit directement de Limoux. En 1768, un édit royal réunit de nouveau les sénéchaussées de Limoux et de Carcassonne (ainsi que celle de Castres et en partie celle de Béziers). Le parlement de Toulouse était la juridiction de dernier appel.
Ces juridictions furent supprimées en 1790. Missègre fut alors soumis à l'autorité du juge de paix d'Arques, d'un tribunal de district à Limoux pour la justice civile, et du tribunal criminel de Carcassonne. Les districts disparurent en 1795, et un tribunal correctionnel fut installé à Limoux. L'appel se faisait entre tribunaux de territoires voisins. Du fait des redécoupages successifs des cantons, Missègre releva du juge de paix d'Arques de 1790 à 1793, de 1795 à 1800, et de 1801 à 1805, de celui de Villardebelle de 1793 à 1795 et en 1800-01, puis de celui de Couiza à partir de 1805 jusqu'en 1958, date de la disparition de la justice de paix. En 1800, un tribunal de première instance fut installé à Limoux, avec cours d'appel à Montpellier ; il a été fermé à la fin de 2009, dans le cadre de la réorganisation de la carte judiciaire française.

##### Circonscriptions financières
Le Languedoc étant un pays d'états, il avait le droit de voter annuellement les impositions. À la veille de la Révolution, la province était divisée en 24 municipalités diocésaines. Missègre était l'un des 54 consulats du diocèse civil de Limoux (ou officialat du Razès), détaché depuis 1660 de celui d'Alet, mais ne faisait pas partie des douze communautés qui députaient à l'Assiette, où était réparti l'impôt au niveau diocésain.

##### Circonscriptions administratives
Sous l'Ancien Régime, la communauté de Missègre était dotée d'un consulat et ce, au moins depuis 1569 ; au XVIIIe siècle, il y avait deux consuls. Lors de la constitution des communes, en 1790, Missègre et Valmigère furent réunis. Ce fut pour une courte durée, car dès qu'il fut question de créer un canton de Villardebelle, Missègre lui fut rattaché, tandis que Valmigère demeurait dans celui d'Arques. La commune de Missègre ne subit plus dès lors de transformation.
Missègre fut davantage ballotté quand il s'agit de former les cantons : comme il a été signalé plus haut pour la justice de paix, la commune fut d'abord incorporée dans celui d'Arques (1790-1793), puis de Villardebelle (1793-1795) à sa création, de nouveau d'Arques (1795-1800), retourna dans celui de Villardebelle lors de sa courte reconstitution (1800-1801), revint à Arques (1801-1805). Ce dernier canton fut définitivement supprimé en 1805 au profit de celui de Couiza, duquel Missègre n'a depuis plus bougé jusqu'au redécoupage cantonal de 2014.
Depuis sa création le 28 décembre 2000 jusqu'à sa dissolution, Missègre adhérait à la communauté de communes du Pays de Couiza qui recouvrait le même territoire que l'ancien canton de Couiza, auquel s'ajoutaient les communes d'Alet-les-Bains et de Véraza. Cet ensemble, qui avait pris la place du SIVOM de Couiza créé en 1971, regroupait 24 communes et 4 000 habitants permanents de la moyenne vallée de l'Aude

#### Situation actuelle
Depuis mars 2015, la commune de Missègre appartient au nouveau canton de la Haute-Vallée de l'Aude, lui-même division de l'arrondissement de Limoux. Les conseillers départementaux de la Haute-Vallée de l'Aude sont Annie Bohic-Cortes et Francis Savy (PS). Sur le plan électoral elle dépend de la troisième circonscription de l'Aude (Castelnaudary-Limoux) dont le député est Mireille Robert (LRM).
À la suite de l'absorption de la communauté de communes du Pays de Couiza par celle des communes du Limouxin, effective au 1er janvier 2017, Missègre est intégrée à cette dernière composée de 78 communes et environ 30 000 habitants.
Pour la juridiction civile, Missègre relève désormais du tribunal judiciaire de Carcassonne. La cour d'appel est à Montpellier.

### Tendances politiques
Les élections présidentielles de 2002 et de 2007 avaient montré un électorat misségrois assez équilibré entre droite et gauche, avec une présence des extrêmes voisine de la moyenne nationale. Au premier tour de 2002, droite et extrême droite ont atteint 49 % des suffrages exprimés, tandis que lors du second tour de 2007 Nicolas Sarkozy recueillait 48,5 %. On note cependant au premier tour la présence d'un électorat socialiste fort et davantage rassemblé que dans le reste du pays : avec 28,8 % à Lionel Jospin en 2002 (16,2 % au niveau national) et 37,8 % à Ségolène Royal en 2007 (25,9 %), ses candidats devancent d'au moins 10 points leur concurrent immédiat. C'est ce qui a contribué en 2002 à réduire la dispersion observée ailleurs : les trois premiers candidats, Lionel Jospin, Jacques Chirac et Jean-Marie Le Pen, ont rassemblé 61 % des votes contre 53 % pour la France entière, même si l'on est loin des 77 % du triplé Ségolène Royal - Nicolas Sarkozy - Jean-Marie Le Pen en 2007 (75,5 % en France).
L'élection présidentielle de 2012 a ensuite vu François Hollande et Nicolas Sarkozy atteindre 62,5 % dès le premier tour, dont une large majorité (40,6 %) pour le futur président de la République. Les extrêmes, Jean-Luc Mélenchon et Marine Le Pen, rassemblaient l'essentiel des autres suffrages exprimés (29,7 %). Droite et extrême droite ne représentaient plus que 40,6 %. François Hollande a recueilli 59,7 % au second tour, tandis que l'abstention, les votes blancs et nuls dépassaient légèrement 10 %.
Lors de l'élection présidentielle de 2017, les extrêmes ont été davantage présents, Jean-Luc Mélenchon et Marine Le Pen totalisant 48,4 % des suffrages exprimés au premier tour contre 40,8 % au niveau national, mais le nombre d'électeurs de Marine Le Pen n'a pas varié (entre 17 et 18 %). Les quatre candidats arrivés en tête (Jean-Luc Mélenchon, Emmanuel Macron, Marine Le Pen et Jean Lassalle) ont rassemblé 86,4 % des suffrages exprimés. Le score de Jean Lassalle est particulièrement élevé (12,9 %) si on le compare à sa moyenne nationale (1,2 %), et s'explique par son attachement à la ruralité. À cette occasion, les électeurs misségrois ont ignoré presque entièrement les partis de gouvernement classiques. Tandis que l'abstention, les votes blancs et nuls ne représentaient qu'un peu plus de 6 % des inscrits au premier tour, ce chiffre est monté à 50 % au second, démontrant un fort rejet des candidats restants. Le score d'Emmanuel Macron a été de 84,85 % au second tour.
Le tableau est nettement différent lors des élections législatives : il y avait traditionnellement une très forte concentration de l'électorat dès le premier tour sur le candidat socialiste et celui de la droite traditionnelle (à eux deux, 78,4 % des votes exprimés en 2002, 89,5 % en 2007, 78,2 % en 2012) ; surtout, le leader de la gauche rassemblait aux alentours de 50 % au premier tour et dégageait une majorité très claire au second (vers 60 %). Ces résultats reflétaient assez bien ceux de l'ensemble de la 3e circonscription de l'Aude. L'élection de 2017 a, comme dans le reste du pays, complètement bouleversé les équilibres. Même si le candidat socialiste (André Viola) était encore le mieux placé au premier tour, il avait perdu 13 points par rapport au score de 2012. Très près de lui se tenaient les candidats de La France Insoumise et de La République en Marche (26 % chaque). André Viola a recueilli près de 59% au second tour, conséquence d'un ancrage ancien du parti socialiste dans la région, mais avec une abstention, des bulletins blancs et nuls représentant 40,9 % (contre 13 % en 2012). Sa concurrente de LREM (Mireille Robert) a obtenu 41 % dans la commune et a été élue députée avec 53,1 % dans la circonscription.
Les élections municipales ne connaissent pas de clivage politique dans la commune de Missègre : depuis longtemps, seule une liste non partisane se présente devant les électeurs locaux.

### Liste des maires
| Maire                           | Mandat          | Mandat      | Commentaires |
| Maire                           | Début           | Fin         | Commentaires |
| ------------------------------- | --------------- | ----------- | --- |
| Guillaume Gayda                 | mars 1852       | 1870        | |
| Étienne Cros                    | octobre 1870    | 1871        | Aussi qualifié de « président ». Probablement désigné par le préfet républicain, à la suite de la chute du Second Empire et du décret du 24 septembre 1870.                    |
| Barthélemy Delfour (1820-1891)  | avril 1871      | 1871        | Préside les opérations électorales, probablement en remplacement de Guillaume Gayda, qui aurait dû avoir cette charge, suivant la loi municipale adoptée le 4 avril 1871.      |
| Paul Sérié                      | 13 mai 1871     | 1878        | Élu en 1871, nommé par le préfet en 1874 en application de la loi du 20 janvier 1874 et de la circulaire du 22 du même mois, réélu en 1876 après annulation de la loi de 1874. |
| Paul Barbaza                    | 21 janvier 1878 | 1881        | |
| Xavier Firmin Gazel (1847-1919) | 23 janvier 1881 | 1884        | |
| Barthélemy Delfour (1820-1891)  | 18 mai 1884     | 1888        | |
| Sylvain Tiqui (1840-?)          | 20 mai 1888     | 1889        | Élection annulée en Conseil d'État le 21 décembre 1888,. |
| François Gibert                 | 24 avril 1889   | 1900        | |
| Pierre Delfour                  | 20 mai 1900     | 1909        | Fils de Barthélemy Delfour, démissionnaire à la demande du préfet (en échange d'une recette buraliste).                                                                        |
| Xavier Raynaud (1867-1948)      | 7 novembre 1909 | 1919        | |
| Paul Sérié (1870-1939)          | 13 mai 1919     | 1935        | |
| Émile Gatonne (1897-1980)       | 19 mai 1935     | 1959        | |
| Antoine Bernat                  | 8 février 1959  | 1959        | Démissionnaire avec l'ensemble du conseil municipal. |
| Louis Pagès                     | 15 mars 1959    | 1971        | |
| Antoine Bernat                  | 21 mars 1971    | 1977        | |
| Jean Barzu (1928-1998)          | 18 mars 1977    | 1998        | Mort en fonctions. |
| Joseph Tailhan                  | 1998            | 2008        | |
| Marcel Chaluleau                | 23 mars 2008    | 2020        | |
| Frédéric Belotti                | 2020            | Aujourd'hui | |

### Collecte des déchets
La collecte des déchets est assurée par la communauté de communes du Pays de Couiza. Celle des ordures ménagères est effectuée tous les jeudis, et celle des produits du tri sélectif tous les mardis.

## Population et société

### Démographie

#### Démographie actuelle
La population de Missègre s'élevait au 1er janvier 2007 à 66 habitants. Cela la situe dans le dernier quart des communes de l'Aude (345e sur 438) et dans les 6 % les moins peuplées au niveau national. Elle se situe dans une région particulièrement désertifiée (Caunette-sur-Lauquet, 4e commune la moins peuplée de France - en exceptant les communes « mortes pour la France » autour de Verdun - se trouve à 4 km).

#### Pyramide des âges
En 2018, le taux de personnes d'un âge inférieur à 30 ans s'élève à 21 %, soit en dessous de la moyenne départementale (30,2 %). À l'inverse, le taux de personnes d'âge supérieur à 60 ans est de 46,8 % la même année, alors qu'il est de 32,9 % au niveau départemental.
En 2018, la commune comptait 30 hommes pour 32 femmes, soit un taux de 51,61 % de femmes, légèrement inférieur au taux départemental (51,92 %).
Les pyramides des âges de la commune et du département s'établissent comme suit.
| Hommes | Classe d’âge | Femmes |
| ------ | ------------ | ------ |
| 6,7    | 90 ou +      | 6,3    |
| 6,7    | 75-89 ans    | 18,8   |
| 26,7   | 60-74 ans    | 28,1   |
| 30,0   | 45-59 ans    | 18,8   |
| 10,0   | 30-44 ans    | 6,3    |
| 20,0   | 15-29 ans    | 9,4    |
| 0,0    | 0-14 ans     | 12,5   |

| Hommes | Classe d’âge | Femmes |
| ------ | ------------ | ------ |
| 1      | 90 ou +      | 2,4    |
| 9,5    | 75-89 ans    | 11,8   |
| 21,2   | 60-74 ans    | 21,7   |
| 20,4   | 45-59 ans    | 20,3   |
| 16,3   | 30-44 ans    | 16,1   |
| 14,9   | 15-29 ans    | 13,1   |
| 16,6   | 0-14 ans     | 14,7   |

#### Évolution de la démographie
L'étude de la démographie d'Ancien Régime est traditionnellement difficile à cause de l'hétérogénéité des méthodes de recensement. Missègre n'échappe pas à la règle et il n'est pas aisé de dégager une tendance générale. Cependant, si on ne considère pas la valeur de 1750 qui paraît aberrante, il semble qu'il y ait eu une certaine stabilité d'un bout à l'autre du XVIIIe siècle, Missègre ne participant pas à la poussée démographique relevée dans le reste du Languedoc à la même époque (estimée à 42 %).
| 1693    | 1709    | 1750     | 1788     | 1789    |
| ------- | ------- | -------- | -------- | ------- |
| 61 feux | 55 feux | 140 hab. | 222 hab. | 60 feux |

À partir de 1794, les recensements se font plus réguliers et sur des bases plus homogènes. On observe alors une croissance régulière de la population jusqu'en 1826, qui gagne 23 % par rapport à 1794 et atteint peu ou prou son maximum (environ 350 habitants). Il s'ensuit une période de stagnation jusqu'en 1851 avec une valeur basse en 1846 (due à une épidémie ?) qui précède le déclin, d'abord modéré (-18 % de 1851 à 1876, avec un niveau proche de celui de la Révolution), interrompu par une courte reprise (+ 7 % de 1876 à 1886), puis de 1886 à 1901 particulièrement accentué, crise durant laquelle Missègre perd plus du tiers de sa population. Elle s'inscrit dans un exode rural généralisé en France dans la seconde moitié du XIXe siècle, analysé davantage comme une réduction des emplois non agricoles (travail à domicile, par exemple le tissage) que d'une diminution de la main d'œuvre employée au travail de la terre.
Les années qui précèdent la Première Guerre mondiale voient un courte stabilisation ; mais dès 1914, et jusque dans les années 1970, sous le double effet du dépeuplement des campagnes et des guerres (surtout la première), la population de Missègre s'effondre définitivement, perdant deux tiers de ses habitants. Les dernières décennies ont vu une relative et fragile stabilisation.
| 1793 | 1800 | 1806 | 1821 | 1831 | 1836 | 1841 | 1846 | 1851 |
| ---- | ---- | ---- | ---- | ---- | ---- | ---- | ---- | ---- |
| 287  | 302  | 313  | 329  | 352  | 345  | 351  | 311  | 359  |

| 1856 | 1861 | 1866 | 1872 | 1876 | 1881 | 1886 | 1891 | 1896 |
| ---- | ---- | ---- | ---- | ---- | ---- | ---- | ---- | ---- |
| 333  | 329  | 325  | 298  | 295  | 307  | 315  | 274  | 225  |

| 1901 | 1906 | 1911 | 1921 | 1926 | 1931 | 1936 | 1946 | 1954 |
| ---- | ---- | ---- | ---- | ---- | ---- | ---- | ---- | ---- |
| 200  | 203  | 203  | 176  | 169  | 159  | 148  | 133  | 131  |

| 1962 | 1968 | 1975 | 1982 | 1990 | 1999 | 2006 | 2008 | 2013 |
| ---- | ---- | ---- | ---- | ---- | ---- | ---- | ---- | ---- |
| 113  | 96   | 75   | 79   | 78   | 66   | 66   | 66   | 67   |

| 2018 | 2022 | - | - | - | - | - | - | - |
| ---- | ---- | - | - | - | - | - | - | - |
| 62   | 64   | - | - | - | - | - | - | - |

### Enseignement
Missègre relève de l'académie de Montpellier et de l'inspection académique de l'Aude, circonscription de Limoux. Missègre a une école élémentaire publique. Avec Arques et Villardebelle, elle fait partie d'un regroupement pédagogique intercommunal.

### Manifestations culturelles et festivités

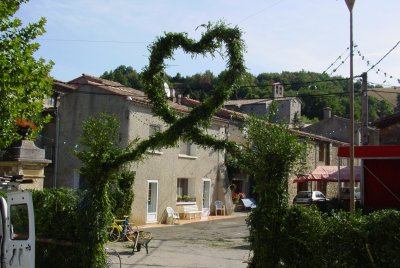
Les décorations de buis sur la place.

Le patron de Missègre étant saint Vincent, des festivités se déroulaient traditionnellement le 22 janvier. Ces célébrations ont cessé après la Seconde Guerre mondiale.
Missègre organise une foire aux bestiaux annuelle depuis 1983 ; d'abord tenue à la fin d'août, elle a lieu à présent au début du mois. Elle accueille aussi un marché où sont proposés des produits locaux et un repas est servi à midi.
L'événement le plus important de l'année est la fête locale, qui attire de nombreux vacanciers : le village atteint alors son maximum de population. Elle se tient le week-end suivant l'Assomption, après celle de Villardebelle. Les préparatifs occupent toute la semaine précédente et culminent avec le ramassage des buis dans les bois d'Ournes qui serviront à la décoration de la place. Un banquet est organisé le vendredi soir ; le samedi se tient un tournoi de football opposant les équipes des villages alentour, formées tout spécialement pour l'occasion. Le soir a lieu un bal. Après une messe le matin, un concours de pétanque occupe l'après-midi du dimanche, qui se clôt par un autre bal.
Missègre a une troupe de théâtre amateur, les Cultiv’acteurs, qui se produit régulièrement dans le département.

### Cultes
Pour le culte catholique, Missègre est rattachée au diocèse de Carcassonne et Narbonne et dépend de la paroisse « Bienheureux-Jean-XXIII en Razès » depuis le synode de 2006-2007 (auparavant Missègre était une paroisse à part entière). La messe est célébrée le deuxième dimanche des mois pairs.

## Économie

### Emploi
| Division       | 2008   | 2013   | 2018   |
| -------------- | ------ | ------ | ------ |
| Commune        | 5,6 %  | 12,1 % | 22,9 % |
| Département    | 10,2 % | 12,8 % | 12,6 % |
| France entière | 8,3 %  | 10 %   | 10 %   |

En 2018, la population âgée de 15 à 64 ans s'élève à 35 personnes, parmi lesquelles on compte 82,9 % d'actifs (60 % ayant un emploi et 22,9 % de chômeurs) et 17,1 % d'inactifs,. En  2018, le taux de chômage communal (au sens du recensement) des 15-64 ans est supérieur à celui du département et de la France, alors qu'en 2008 la situation était inverse.
La commune est hors attraction des villes,. Elle compte 10 emplois en 2018, contre 16 en 2013 et 16 en 2008. Le nombre d'actifs ayant un emploi résidant dans la commune est de 21, soit un indicateur de concentration d'emploi de 47,6 % et un taux d'activité parmi les 15 ans ou plus de 50 %.
Sur ces 21 actifs de 15 ans ou plus ayant un emploi, 9 travaillent dans la commune, soit 43 % des habitants. Pour se rendre au travail, 57,1 % des habitants utilisent un véhicule personnel ou de fonction à quatre roues, 9,5 % s'y rendent en deux-roues, à vélo ou à pied et 33,3 % n'ont pas besoin de transport (travail au domicile).

### Activités hors agriculture
Deux établissements seulement relevant d’une activité hors champ de l’agriculture sont implantés  à Missègre au 31 décembre 2019.

### Agriculture
|               | 1988 | 2000 | 2010 | 2020 |
| ------------- | ---- | ---- | ---- | ---- |
| Exploitations | 8    | 6    | 6    | 5    |
| SAU (ha)      | 350  | 559  | 573  | 269  |

La commune est dans le Pays de Sault, une petite région agricole occupant le sud-ouest du département de l'Aude, également dénommée localement « Pyrénées centrales et pays de Sault ». En 2020, l'orientation technico-économique de l'agriculture  sur la commune est l'élevage d'ovins ou de caprins. Cinq exploitations agricoles ayant leur siège dans la commune sont dénombrées lors du recensement agricole de 2020 (huit en 1988). La superficie agricole utilisée est de 269 ha,,.

## Culture locale et monuments

### Lieux et monuments

#### Architecture religieuse

##### Église Saint-Vincent de Missègre
Elle se résume à l'église paroissiale, dédiée à saint Vincent. C'est un édifice de style néo-gothique, bâti entre 1867 et 1872 en remplacement d'un bâtiment plus ancien, devenu trop petit.
L'entrée de l'église actuelle est précédée d'une grande volée de marches qui rattrape le dénivelé entre la rue et le sol du bâtiment, et d'un porche voûté d'ogives qui était initialement surmonté d'un clocher ; mal construit et menaçant de s'effondrer, il fut détruit en 1889. Les cloches furent alors placées dans un petit mur-clocher.
Le plan de l'église est en croix latine : une nef simple, voûtée d'ogives retombant sur des colonnes engagées ; un faux transept avec deux chapelles ; une abside polygonale, dont la voûte de brique, endommagée, a été retirée dans les années 1990. La maçonnerie est de qualité médiocre, les murs étant de moellons initialement recouvert d'un enduit ; les seules parties soignées sont les colonnes, les encadrements de fenêtres et de portes, et l'arc triomphal, en bel appareil. Le mobilier se compose d'un maître-autel et de deux autels mineurs en plaquage de marbre du XIXe siècle, une série de statues de saints de style sulpicien, de fonts baptismaux en marbre rose et d'un devant d'autel de marbre blanc, tous deux du XVIIIe siècle.

#### Architecture civile
La mairie-école est typique des édifices municipaux des débuts de la IIIe République en communes rurales. Le bâtiment comporte deux parties. Celle qui donne sur la rue est à peu près cubique et est destinée à la salle de mairie et à l'appartement de l'instituteur. La fenêtre centrale du premier étage s'ouvre sur un petit balcon ; elle est couverte d'un toit à deux pentes, surmonté d'un clocheton en ferronnerie. La salle de classe, de plain-pied, constitue la seconde partie, à l'arrière : orientée au sud, elle reçoit la lumière par de grandes croisées.
Au début des années 1980, un préau a été construit au fond de la cour de l'école. Peu à peu fermé et agrandi par l'adjonction d'annexes, il est désormais le foyer municipal le Castelhas. À l'intérieur, une fresque rappelle des scènes misségroises, avec des habitants du village.
On signalera encore un lavoir sur la route de Limoux, de style 1930.
L'habitat est généralement fort simple : les maisons traditionnelles, généralement parallélépipédiques, à un seul étage, sont composées de deux murs pignons, reliés par des murs gouttereaux où sont pratiquées la plupart des ouvertures. Elles sont couvertes de toits de tuile à deux pentes décorés de génoises. Les photographies anciennes montrent que beaucoup de maisons n'étaient pas recouvertes de crépi : les murs sont en moellon, avec un chaînage d'angle un peu plus soigné. Rares sont les ouvertures qui ont des encadrements de pierre taillée ; ils sont pour la plupart constitués d'une armature en bois. La cuisine occupait le rez-de-chaussée, servant aussi de salle commune avec un grand âtre au niveau du sol couvert d'une hotte ou faux-manteau, qui forment cheminée ; les chambres étaient situées au premier étage.
Missègre était en outre doté de deux moulins à vent, situés sur un relief à l'ouest du village ; construits en pierre, de forme cylindrique, ils sont à présent ruinés. Ils n'apparaissent pas sur la carte de Cassini, levée en 1770. On connaît aussi l'existence d'un moulin à eau, en fonctionnement au début du XIXe siècle.

#### Statues et fontaines
À l'occasion de la vingtième édition de la foire de Missègre en 2003, une tête de vache laitière en marbre de Caunes (incarnat du Languedoc) a été offerte par l'auteur de l'œuvre, Christian Bourel, à la commune, et placée sur la route de Limoux, à proximité de l'entrée du champ de foire. Ses dimensions sont de 1,5 mètre de haut pour 1,4 mètre de profondeur, et son poids atteint 2,5 tonnes.
Missègre possède deux fontaines : l'une sur la place, en ciment et pierre, portant le millésime de 1908, à bassin octogonal et pilier central carré surmonté d'une vasque de bronze ; l'autre, connue sous le nom de Font Vieille, bassin sous une voûte de pierre en plein cintre, est en réalité une source aménagée à une époque ancienne.

### Patrimoine environnemental
Missègre est inclus dans la Zone naturelle d’intérêt écologique, faunistique et floristique (ZNIEFF) de type II couvrant les massifs forestiers des Corbières occidentales, d'une superficie de 62 000 ha. La végétation, de type méditerranéen, est comprise dans l'étage du Chêne blanc (Quercus humilis). Les paysages sont composés de pâturages sur les sommets des reliefs (avec de nombreux buis et genévriers en terrains calcaires, des genêts à balais dans les zones siliceuses), de bois ou de plantations de résineux sur les pentes et de champs dans les fonds de vallon. Signalons que les espèces végétales suivantes ont été identifiées dans le bois d'Ournes, à la bordure sud de la commune : la Cardamine à sept folioles, l'Ail des ours, la Jacinthe des Pyrénées, le Doronic tue-panthère (dans les clairières), les fraisiers ordinaires (Fragaria vesca) et, parmi eux, des fraisiers verts (Fragaria viridis), puis, en moindre quantité, l'Hellébore vert, le Gouet tacheté, la Véronique des montagnes, la Scolopendre ainsi que quelques Carex depauperata.
La totalité du territoire de la commune de Missègre a été classée le 25 avril 2006 en zone de protection spéciale (Natura 2000) Hautes Corbières, destinée à la conservation des oiseaux sauvages. Vingt espèces sont protégées : Aigle botté, Aigle royal, Alouette lulu, Bondrée apivore, Bruant ortolan, Busard Saint-Martin, Busard cendré, Circaète Jean-le-Blanc, Crave à bec rouge, Engoulevent d'Europe, Faucon pèlerin, Fauvette pitchou, Grand-duc d'Europe, Milan noir, Pic noir, Pie-grièche écorcheur, Pipit rousseline, Vautour fauve, Vautour moine et Vautour percnoptère.
Missègre fait partie des 99 communes de l'Aude et des Pyrénées-Orientales qui travaillent sur le projet de parc naturel régional Corbières-Fenouillèdes.

### Patrimoine culturel

#### Occitan
Missègre se trouve dans l'aire linguistique de l'occitan et plus particulièrement de sa variante languedocienne, « occidentale » pour Jules Ronjat, « méridionale » pour Louis Alibert. L'occitan est encore parlé par quelques Misségrois.

#### Folklore
Le folklore misségrois se limite essentiellement à une légende liée à une petite grotte au milieu des bois. Située à quelques centaines de mètres au nord du village, elle abrite des fées, les mitounes (mitonasen occitan), qui descendent la nuit laver leur linge dans le ruisseau au clair de lune. C'est là qu'elles cachent celui qu'elles ont volé aux villageois. On racontait avoir entendu crier 

« Jana Rasigonda
Porta le cotèl
E mai la conca
Que farem de sang »

probable invitation au sacrifice d'un enfant capturé. Ces mitounes existent tout au long du ruisseau de Guinet jusqu'à la Caunette-sur-Lauquet.

#### Gastronomie
La fricassée de Limoux est un plat traditionnel de fête répandu dans la région.

### Personnalité liée à la commune
Urbain Gibert (1903-1989), historien et ethnologue audois, né à Missègre. Son nom a été donné à une rue de Lauraguel, et la Société d'études scientifiques de l'Aude a créé un prix Urbain-Gibert.

### Héraldique
|  | La commune de Missègre porte : D'argent à trois billettes de sable posées en pal. |

## Compléments